# Malvito
Malvito (Marivitu in calabrese) è un comune italiano di 1 591 abitanti della provincia di Cosenza in Calabria.
Il suo nome deriva da malvetum, dal termine latino malva (malva) con l'aggiunta del suffisso collettivo -etum. È un centro agricolo dell'Alta Valle dell'Esaro, situato sul versante interno della catena Paolana, su un poggio alla destra del fiume in prossimità del confluente torrente Crispo. In questi ultimi decenni, la tradizionale vocazione cerealagricola ed ortiva è stata soppiantata dalla viticultura ed olivicoltura, anche in conseguenza del forzato abbandono della castanicoltura. Fa parte del raggruppamento comprensoriale denominato "Valle dell'Esaro", dopo aver fondato, stato capofila e sede politico-amministrativa dell'ex Comunità montana "Unione delle Valli", nell'ambito della Regione Agraria n. 12 - Medio Crati Occidentale.

## Geografia fisica

### Territorio

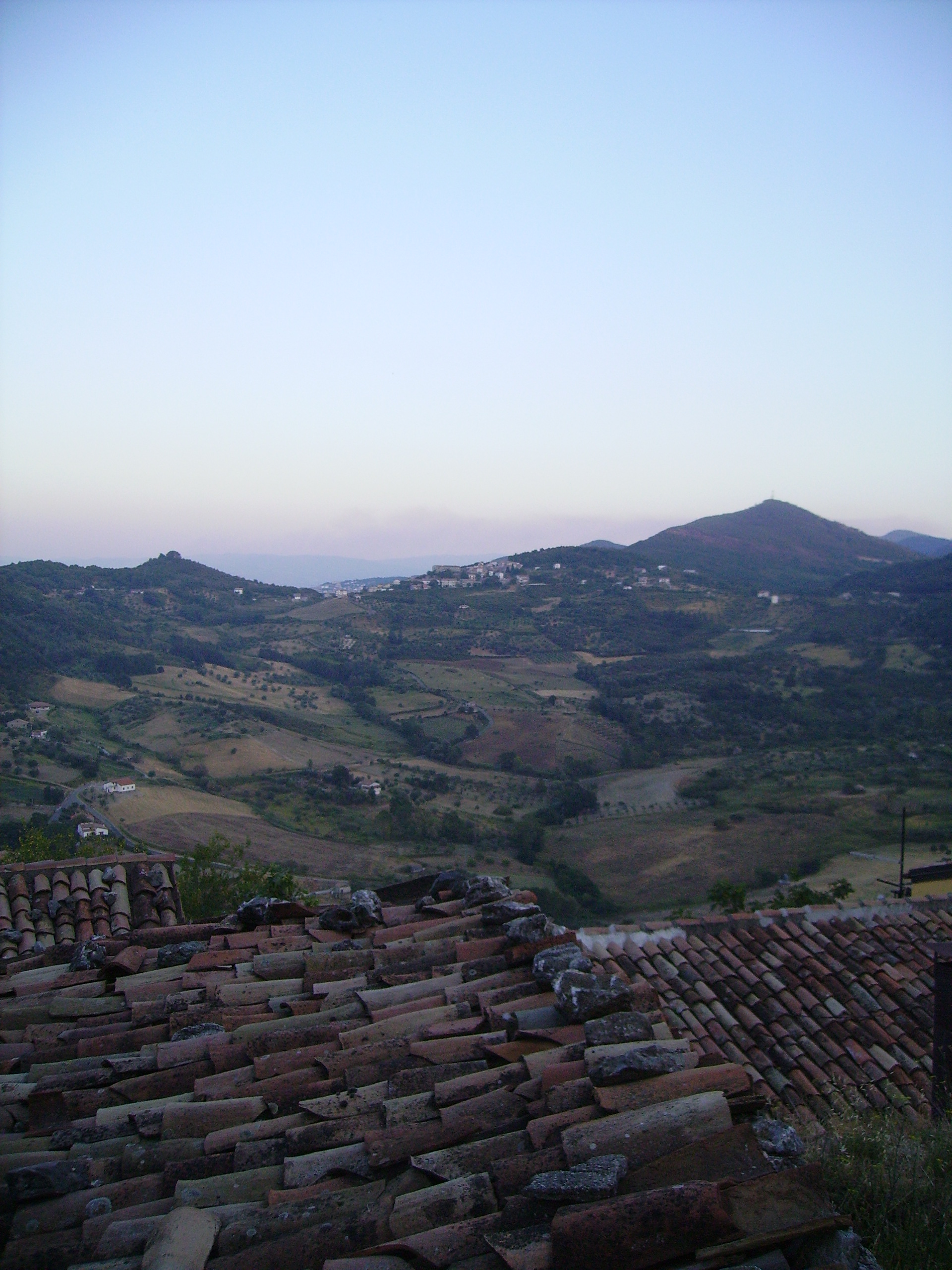
Santa Caterina Albanese vista dai tetti di Malvito.

#### Orografia
Il territorio comunale di Malvito è inserito in un'area di grande importanza orografica, tra la Catena Costiera, la Sila ed il Pollino.
La cima più alta del territorio comunale è Cozzo Capo Bianco (993 m s.l.m.), ai piedi della quale si apre il Passo della Contessa (921 m s.l.m.), storica via di penetrazione tra la Valle dell'Esaro e la costa del Mar Tirreno, attraverso cui, risalendo dal mare, le armate Saracene, più volte, cercarono di espugnare la cittadella fortificata. Il centro storico raggiunge l'altitudine massima di 452 m s.l.m., e dalla sommità del maschio del Castello sono visibili i vicini paesi di Santa Caterina Albanese e San Marco Argentano, comunque l'ameno centro storico di Malvito, domina la vallata del fiume Esaro, che scorre in direzione N-NE verso il Mar Ionio, da dove giungevano esploratori e soldati Achei o mercanti greci. Proprio il corso del fiume Esaro separa l'altura del centro storico dalla Serra di Gameli  (622 m s.l.m.), gruppo di alture preappenniniche che hanno, nell'insieme, la caratteristica forma di gobbe di cammelli.

#### Idrografia
Il principale corso d'acqua che scorre nel territorio comunale è il fiume Esaro, che viene originato una ventina di chilometri più a ovest nel territorio comunale di Sant'Agata di Esaro. Secondo alcuni storici, potrebbe trattarsi dell'antico fiume Kalabros, da cui successivamente derivarono il nome Calabria, in seguito adottato per nomare l'intiera regione, già chiamata Italia.
Inoltre, nel territorio comunale scorrono altri corsi d'acqua, prevalentemente, a carattere torrentizio e tutti affluenti del Fiume Esaro, assicurando per secoli l'irrigazione necessaria dei campi coltivati a mais da foraggio per animali ed anche per l'alimentazione umana: questi corsi d'acqua, una volta ricchi di fauna ittica, sono i Torrenti Fontanelle, Crispo, Ritorto, Lessieni ed infine il Fiume Rosa.

## Storia

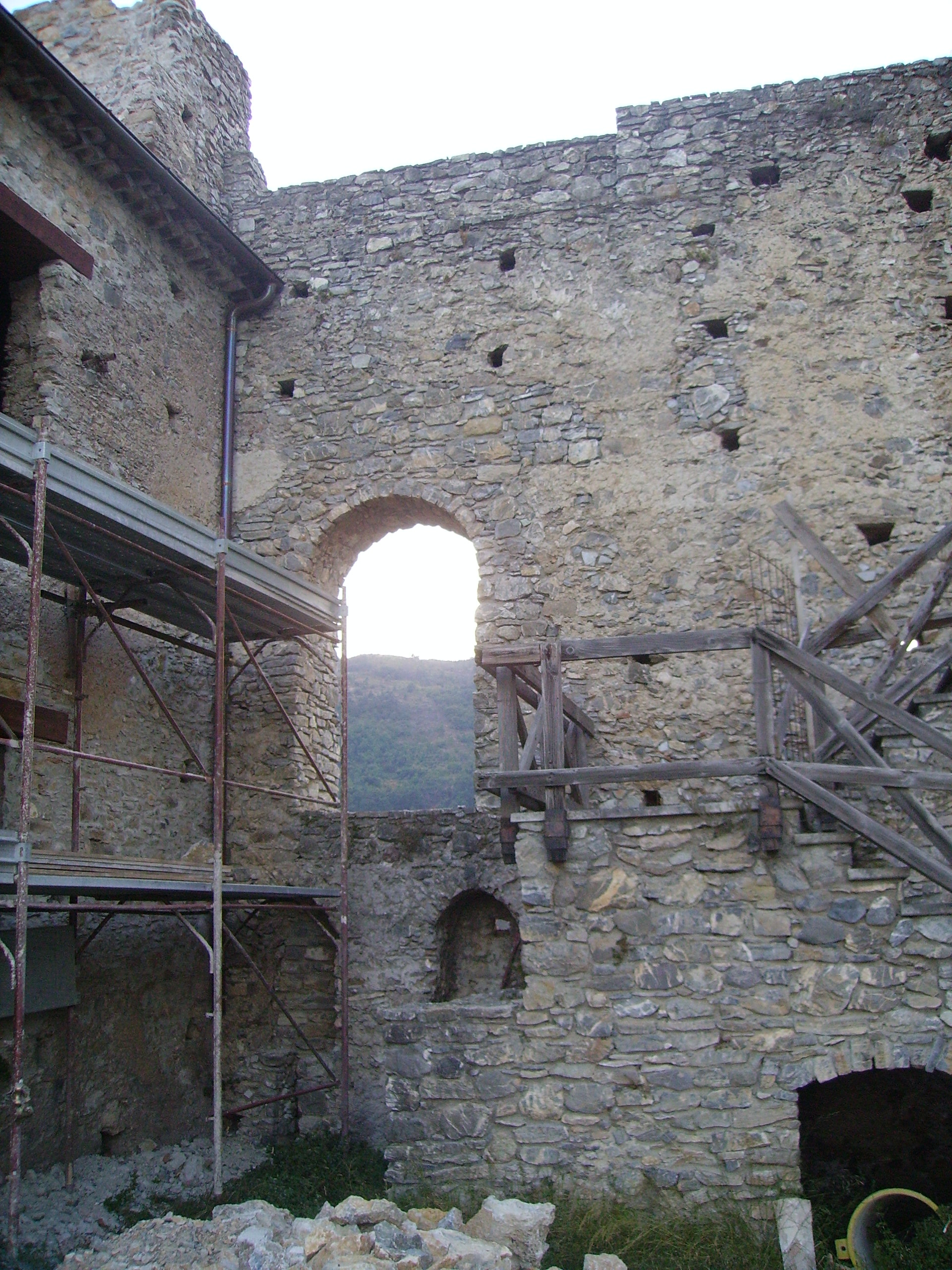
Uno scorcio del castello normanno.

Nonostante i reperti archeologici più antichi rinvenuti nel territorio di Malvito siano quelli appartenenti ad un complesso monumentale romano del I secolo rinvenuto in località Pauciuri, alcuni studiosi hanno voluto individuare a Malvito il sito della città magnogreca di Temesa, ad oggi convenzionalmente identificata più a sud, in prossimità del fiume Savuto tra Amantea e Nocera Terinese.
A Malvito fin dal 982 vive una comunità monastica di rito greco dedita alla trascrizione dei testi: alcuni di questi esemplari unici sono ora conservati presso la Biblioteca Vaticana a Roma.
Il periodo di massimo splendore di Malvito fu quello della dominazione longobarda: istituito sede di gastaldato e di diocesi, in questo periodo si iniziò la costruzione del castello, completata successivamente in epoca normanna.
Sotto la dominazione dei Normanni il feudo fu istituito in contea (il primo conte attestato è Roberto di Scalea nel 1083), ma perse gran parte della propria importanza strategica ed anche la sede vescovile alla fine del XII secolo, in favore della troppo vicina San Marco Argentano..
Questa fortezza longobardo-normanna costruita attorno al IX al XII secolo è ancora adesso pressoché intatta.
Nel 1527, Pietrantonio Sanseverino, IV principe di Bisignano, smembrò i casali (quello che oggi consideriamo una frazione) di Fagnano e Joggi dalla baronia di Malvito e li vendette a Nicola Antonio Falangola. Nel 1605 i Falangola acquistarono anche il feudo di Malvito. Nel 1622 Elena Falangola (1590 - 1657), baronessa di Fagnano, Malvito e Pietrapiccola, terre ereditate dallo zio Giovanni Battista, vendette i suoi feudi per 80.000 ducati a Cesare Firrao, principe di Sant'Agata.
Un barone confinante, Flaminio Monaco, giureconsulto di fama, possedette il feudo di Santa Caterina Pizzileo (oggi Santa Caterina Albanese), nel 1629 lo vendette a Diana Cavalcanti vedova Firrao con l'impegno di acquistare con il ricavato la terra di Malvito, transazione che si perfezionò lo stesso anno col pagamento di 43.000 ducati a Cesare Firrao. Il primogenito erede di Flaminio, Diego Monaco, nel 1634 vendette Malvito a Giovanni Tommaso de Paola per 40.000 ducati.
Il 25 febbraio 1650, Bernardino Telesio, discendente dell'omonimo filosofo, acquistò per 38.000 ducati la baronia di Malvito da Laudomia de Paola, baronessa di Buonvicino e Malvito. I suoi figli vendettero il feudo a Giovanni de Cardenas, U.J.D., per 27.000 ducati con Regio Assenso del 18 aprile 1667. Fu il 1º duca di Malvito con privilegio dato da re Carlo II da Madrid il 17 agosto 1671. Gli succedette il figlio Geronimo il 18 febbraio 1677. Nel 1689 Paolo Sambiase, patrizio di Cosenza, acquistò il feudo di Malvito messo all'asta dal Sacro Regio Consiglio contro il patrimonio del duca di Malvito extinto titulo (ossia il titolo di duca era estinto con i de Cardenas), successivamente, il 28 dicembre 1695, il re Carlo II gli concesse il titolo di duca sullo stesso feudo. La famiglia Sambiase detenne il feudo di Malvito sino all'eversione della feudalità nel 1808.

### Simboli
Lo stemma e il gonfalone sono stati concessi con decreto del presidente della Repubblica del 19 aprile 1968.
Il gonfalone è un drappo di azzurro.

## Monumenti e luoghi d'interesse

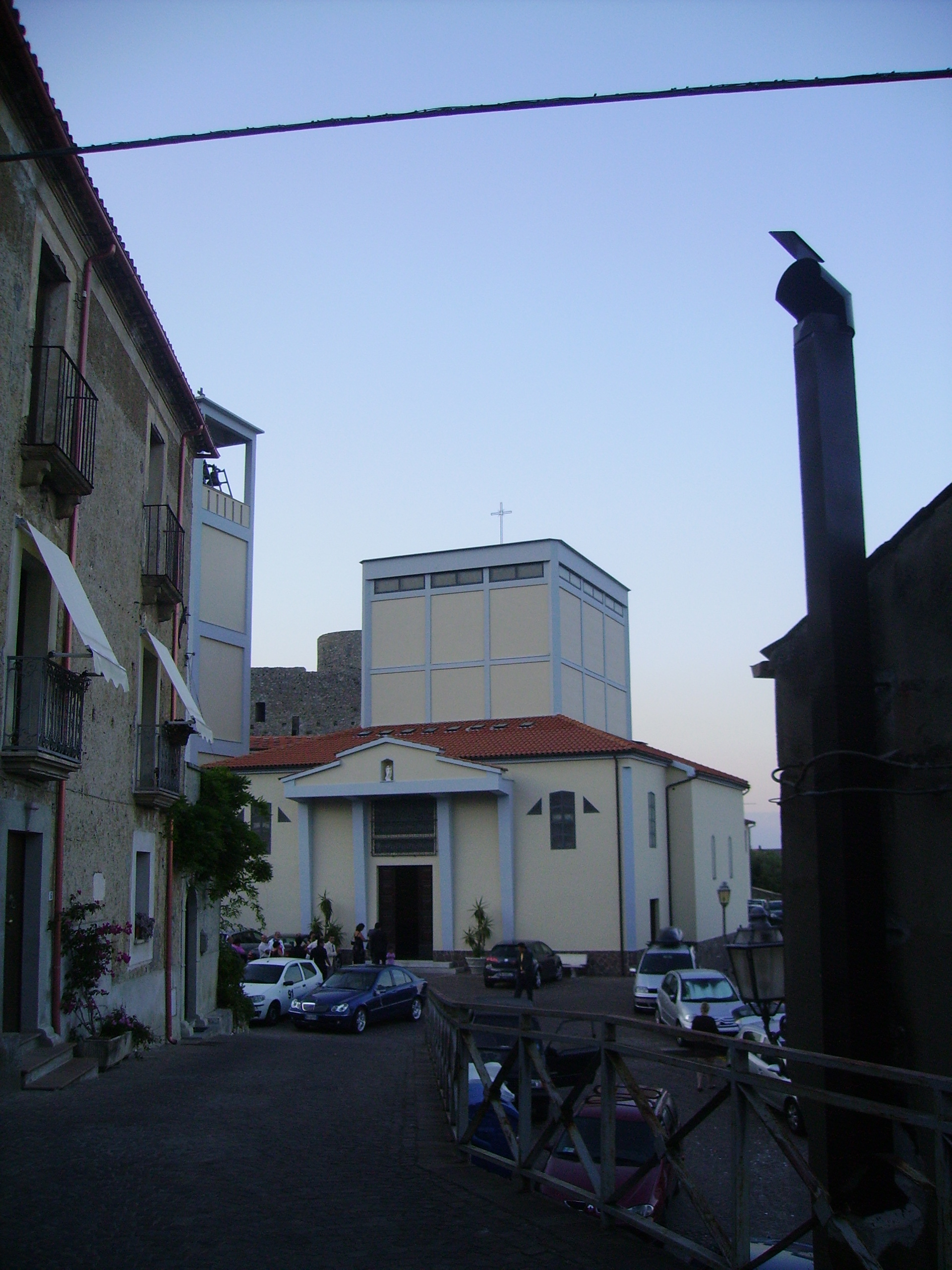
La nuova chiesa parrocchiale.

L'abitato conserva notevoli resti di antiche opere fortilizie come il Castello Medievale e la Torre Normanna di forma cilindrica, ampliata e modificata da Roberto d'Altavilla detto "Il Guiscardo". Sempre del periodo medievale sono i resti delle mura di cinta dell'abitato.
Molto interessante è il seicentesco oratorio della chiesa parrocchiale dedicata a San Michele Arcangelo. Fu in passato, per lungo tempo, sede Vescovile.

### La Valle Dei Mulini
Lo sfruttamento delle aree agricole e la possibilità di utilizzare l'energia idrica per la presenza di una innumerevole rete di torrenti e corsi d'acqua, hanno fatto sorgere, all'esterno dei centri abitati, particolari edifici come il mulino idraulico (mulino ad acqua).
Tali mulini, presenti in quasi tutto il territorio della Comunità Montana, testimoniano un sistema di produzione consolidato e di lontana origine, risalente sicuramente allo stabilizzarsi degli insediamenti in età medievale. Nella valle retrostante l'abitato di Malvito e lungo il corso dei torrenti Crispo, Esaro e Fontanelle, c'è una consistente e significativa presenza di tali edifici e manufatti, alcuni di essi sono in buon stato di conservazione, altri invece sono rappresentati da ruderi incastonati in uno scenario naturale di incomparabile bellezza.

### Palazzo Ariani
Palazzo Ariani è sede del Municipio di Malvito dal 1937. Il nome si deve ai conti palatini Ariani che lo abitarono a partire dal 1847 provenienti da Napoli. La famiglia vantava la diretta discendenza da Marco Antonio Ariani nato a Napoli il 1624 Saggiatore e poi Maestro di Conio e di Zecca a Napoli.
Morì il 27 febbraio del 1706 e venne sepolto nella chiesa di San Giacomo Maggiore per volontà del Viceré sotto il regno di Filippo V. Uno dei suoi figli Agostino, professore di fisica e matematica nell'Università di Napoli, intrattenne una stretta amicizia col filosofo Giambattista Vico. E lo stesso Agostino si dilettò a scrivere saggi anche di letteratura e filosofia il più noto dei quali su Gregorio Caloprese. Il nipote dell'Ariani matematico e filosofo di nome anch'egli Agostino sposò nell'Ottocento la figlia del potente notaio e sindaco di Malvito, Paolo Argento. Così Palazzo Argento divenne Palazzo Ariani.

## Società

### Evoluzione demografica
Abitanti censiti

## Amministrazione

### Sindaci di Malvito
| Periodo | Periodo   | Primo cittadino        | Partito                          | Carica  | Note |
| ------- | --------- | ---------------------- | -------------------------------- | ------- | --- |
| 1995    | 1999      | Vittorio Miceli        | Lista civica                     | Sindaco | |
| 1999    | 2009      | Fulvio Callisto        | Lista civica                     | Sindaco | |
| 2009    | 2014      | Giovanni Cristofalo    | Lista civica                     | Sindaco | |
| 2014    | 2019      | Pietro Amatuzzo        | Lista civica "Scegliamo Malvito" | Sindaco | Con D.P.R. del 22 gennaio 2019, pubblicato sulla G.U. n.32 del 07-02-2019, il consiglio comunale è stato sciolto per le dimissioni rassegnate dalla maggioranza dei consiglieri ed il comune è stato commissariato. |
| 2019    | 2024      | Pietro Amatuzzo        | Lista civica "Bene Comune"       | Sindaco | |
| 2024    | in carica | Francesca Rosa D'Ambra | Lista civica "Malvito Futura"    | Sindaco | |

### Gemellaggi
- Rognes, dal 1972